# Hemitelia elliottii
Hemitelia elliottii là một loài thực vật có mạch trong họ Cyatheaceae. Loài này được (Baker) Underw. ex Maxon mô tả khoa học đầu tiên năm 1914.